# Пајнополис (Јужна Каролина)
Пајнополис (енгл. Pinopolis) насељено је место без административног статуса у америчкој савезној држави Јужна Каролина.

## Демографија
По попису из 2010. године број становника је 948.
| Група             | 2000.    | 2010.       |
| Белци             | 0 (0,0%) | 875 (92,3%) |
| Афроамериканци    | 0 (0,0%) | 53 (5,6%)   |
| Азијати           | 0 (0,0%) | 4 (0,4%)    |
| Хиспаноамериканци | 0 (0,0%) | 7 (0,7%)    |
| Укупно            | 0        | 948         |